# 尤利安·特奥多休
尤利安·特奥多休（羅馬尼亞語：Iulian Teodosiu，1994年9月30日—），罗马尼亚男子击剑运动员，2013年世界击剑锦标赛男子佩剑团体银牌得主、2016年世界击剑锦标赛男子佩剑团体铜牌得主、2022年世界击剑锦标赛男子佩剑个人铜牌得主。